# 拉比爾圖德

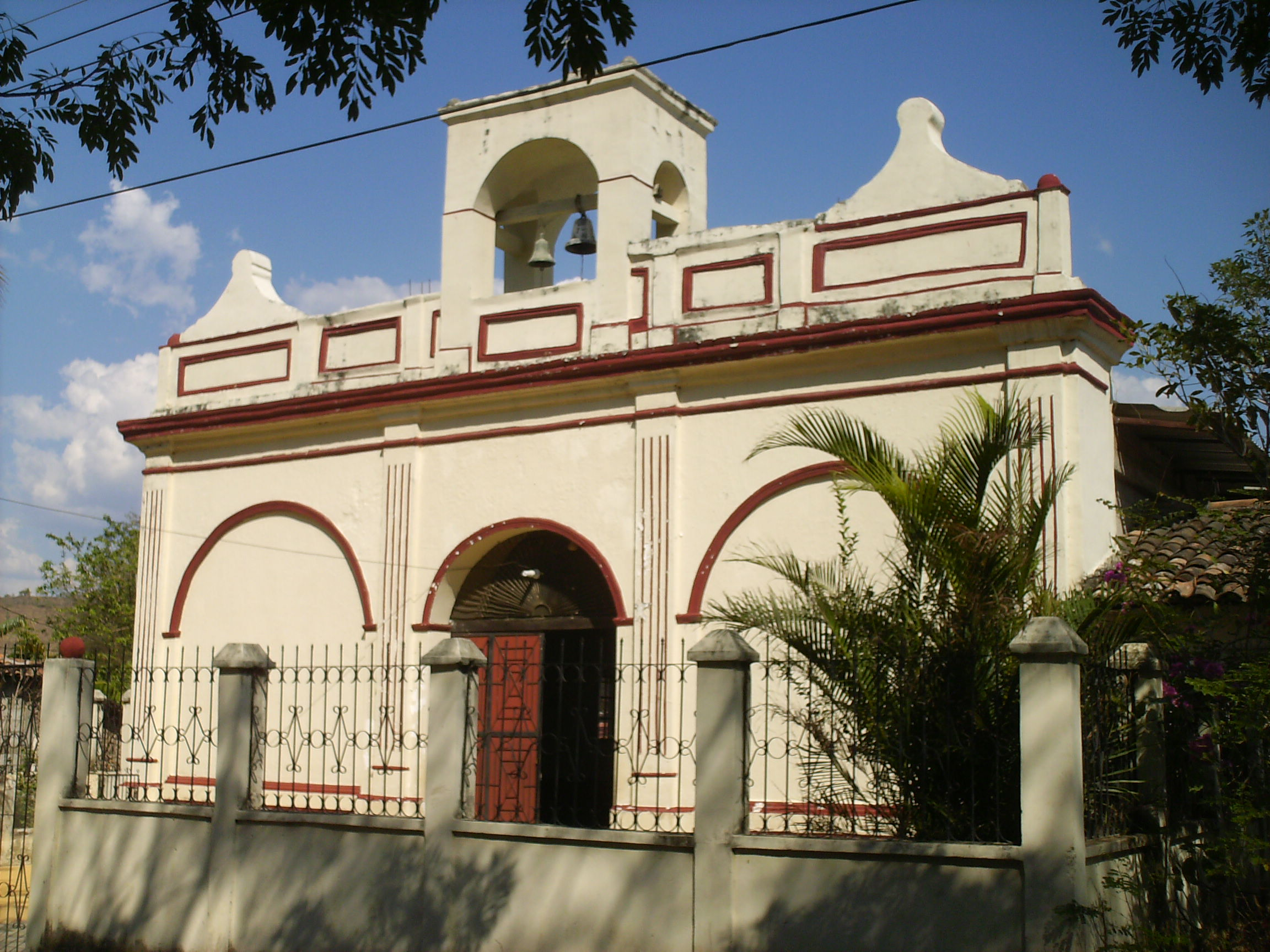
拉比爾圖德的教堂

拉比爾圖德（西班牙語：La Virtud），是洪都拉斯的城鎮，位於該國西南部，由倫皮拉省負責管轄，始建於1859年，面積82.9平方公里，海拔高度325米，2001年人口5,798，人口密度每平方公里69.94人。
14°03′N 88°41′W / 14.050°N 88.683°W